# Eastport (Michigan)
Buena Vista – jednostka osadnicza w Stanach Zjednoczonych, w stanie Michigan, w hrabstwie Antrim.